# Tel Aviv
Tel Aviv-Yafo (hebrejski: תֶּל אָבִיב-יָפוֹ, arapski:  تَلْ اَبِيبْ-يَافَا Tal Abīb-Yāfā), prema nekim izvorima Tel Aviv-Jaffa, ili skraćeno Tel Aviv, izraelski grad na obali Sredozemnog mora. Šire područje, koje se proteže dužinom od 14 km obalom Mediterana, obuhvaća zasebne općine s približno 3,8 milijuna stanovnika. Po broju stanovnika Tel Aviv je drugi po veličini grad u Izraelu, s 405.500 stanovnika, na površini od 51,4 kvadratnih km. 
Tel Aviv je također i dio najvećeg i najnaseljenijeg metropolisa u Izraelu, znanog pod nazivom Gush Dan. Ostali značajniji gradovi područja Gush Dan su: Bat Yam, Holon, Ramat Gan, Givatayim, Bnei Brak, Petah Tikva, Rishon LeZion, Ramat Ha-Sharon i Herzliyya.
Tel Aviv iz 1930-ih je najveći muzej moderne arhitekture, poznat kao "Bijeli grad", koji je od 2003. godine upisan na UNESCO-ov popis svjetske baštine u Aziji i Oceaniji.
Tel Aviv je gospodarsko središte Izraela gdje se nalazi burza vrijednosnih papira Tel Aviv, uredi brojnih kompanija kao i istraživački i razvojni centri. Plaže, barovi, trgovački centri i sekularni život čine ovaj grad zanimljivim turističkim odredištem. Tel Aviv je i glavno kulturno središte države. Prema istraživanjima troškova života, Tel Aviv je u 2008. godini rangiran kao najskuplji grad Bliskog istoka i 14. najskuplji grad na svijetu. 

## Povijest
Do 20. stoljeća, povijest ovog područja je zapravo povijest drevnog lučkog grada Jaffe (יָפוֹ‎, Yafo), a moderni Tel Aviv je osnovan 1909. godine, kad je ovo područje kupljeno od beduina. Okrug Achuzat Bait je dizajniran i godinu dana prije kao primjer grada-vrta s lijepim kućama s vrtovima i javnim zgradama oko velikog parka u sredini. Wilhelm Stiassny je skupio više židovskih građevinskih poduzeća i otpočela je gradnja, te je 1910. godine krštena prva četvrt kao Tel Aviv, što na hebrejskom znači "Brdo izvora", prema biblijskoj knjizi Ezekiela 3:15, gdje prorok navodi viziju od Boga: 
Tada je Tel Aviv imao samo 100 stanovnika. No, kako je bio urbani uspjeh, broj stanovnika se stalno povećavao. Nakon Prvog svjetskog rata uslijedio je val imigracije, i mnogi su europski arhitekti židovi došli u grad. God. 1925. osnovan je fakultet arhitekture Technion, a u Haifi je osnovano Tehničko sveučilište. 1930-ih su diplomanti ovih fakulteta imali priliku graditi mnoge domove i urede u Tel Avivu. Te građevine su građene u duhu europskog funkcionalističkog stila, bez ukrašavanja i s mnogim inovacijama u klimatizaciji. Tel Aviv iz tog vremena je najveći muzej arhitekture na otvorenom, svjetski poznat kao "Bijeli grad" i UNESCO-ova svjetska baština.
Rastom, grad je ubrzo obuhvatio u to vrijeme većinski arapsku Jaffu. Tijekom rata koji je uslijedio nakon proglašenja neovisnosti Izraela (5. svibnja 1948.) Tel Aviv je bio glavni grad Izraela i privremeno mjesto zasjedanja izraelskog parlamenta. Tel Aviv i Jaffa su 1950. godine spojeni u jednu upravnu jedinicu, a dvije godine kasnije Jeruzalem postaje sjedište Izraela. No, u Tel Avivu su dugo ostala mnoga ministarstva.
Godine 1956., spajanjem tri znanstvena insituta osnovano je sada najveće sveučilište u Izraelu, Sveučilište Tel Aviv.

## Znamenitosti
Iako u tel Avivu postoje starije građevine izgrađene u historicističkim stilovima, gdje su se kombinirali europski utjecaji s autohtonim bliskoistočnim odlikama, grad je najpoznatiji po svojim modernim građevinama.
Bijeli grad Tel Aviva (hebrejski: העיר הלבנה‎, Ha-Ir HaLevana) je skup preko 4.000 modernih građevina, izgrađenih u internacionalnom i tzv. Bauhaus stilu. Izgradili su ih 1930-ih većinom židovski arhitekti koji su prebjegli od nacističkih progona u Europi, ali i njihovi učenici. Tel Aviv ima veći broj ovih građevina od bilo kojeg drugog grada na svijetu.

## Šport
- Maccabi, košarkaški klub
- Maccabi, športsko društvo
- Maccabi, nogometni klub

## Vanjske poveznice

### Ostali projekti
|  | Zajednički poslužitelj ima još gradiva o temi Tel Aviv |